# Upplands runinskrifter 1169
Upplands runinskrifter 1169 är ett vikingatida runstensfragment av röd sandsten i Österunda kyrka, Österunda socken och Enköpings kommun. Runstensfragmentet är 0,75 meter långt, 0,5 meter brett och 7 centimeter tjockt. Fragmentet hittades 1938 vid grävandet av rabatt vid en grav och ställdes upp i kyrkans vapenhus. Det lilla som finns kvar av runstenen visar ändå på att ristningen varit vacker.

## Inskriften
Translitterering av runraden:
...aluk × ...o... ...ulo...
Normalisering till runsvenska:
...laug ... ...